# 格里利 (堪薩斯州)
格里利（英語：Greeley）是一個位於美國堪薩斯州安德森縣的城市。

## 地方資料
根據2020年美國人口普查的數據，格里利的面積為0.91平方千米，當中陸地面積為0.89平方千米，而水域面積為0.02平方千米。當地共有人口273人，而人口密度為每平方千米300人。